# Patricia Richardson
Patricia Richardson, född 23 februari 1951 i Bethesda, Maryland, är en amerikansk skådespelare.
Richardson har bland annat medverkat i TV-serierna Tummen mitt i handen och Strong Medicine. Hon har även medverkat i filmen Chantilly Bridge.

## Filmografi (i urval)
- 1987 – Cosby (TV-serie) (1 avsnitt)
- 1987 – McCall (TV-serie) (1 avsnitt)
- 1989 – Quantum Leap (TV-serie) (1 avsnitt)
- 1991–1999 – Tummen mitt i handen (TV-serie) (huvudroll, 202 avsnitt)
- 1999 – Law & Order: Special Victims Unit (TV-serie) (1 asvnitt)
- 2002–2005 – Strong Medicine (TV-serie) (59 avsnitt)
- 2005–2006 – Vita huset (9 avsnitt)
- 2019 – Blindspot (TV-serie) (1 avsnitt)
- 2021 – NCIS (TV-serie) (1 avsnitt)
- 2022 – The Blacklist (TV-serie) (1 avsnitt)
- 2022–2023 – Grey's Anatomy (2 avsnitt)
- 2023 – Chantilly Bridge